# Ludwika Bachul
Ludwika Bachul (ur. 15 stycznia 1898, zm. 24 stycznia 1970) – polska Sprawiedliwa wśród Narodów Świata

## Życiorys
Ludwika Bachul mieszkała we wsi Osielec lub Bystra koło Makowa Podhalańskiego, w powiecie krakowskim. Jej małżonkiem był Stanisław Bachul, z którym miała siedmioro dzieci: Janinę (ur. 1917), Romana (ur. 1918), Władysława (ur. 1922), Jana (r. 1928),  Mieczysława (ur. 1929), Marię (ur. 1920) i Annę (ur. 1924). W prowadzonym przez Bachulów gospodarstwie mieszkała również Antonina Siwiec domo Kowalska, matka Ludwiki. Bachulowie udzielili bezpiecznego schronienia wywiezionej z krakowskiego getta dwuipółletniej Sarze Glaser, córce znajomej rodziny, Miriam Glaser. Dziecko pozostało pod opieką Stanisława, jego żony Ludwiki i dwóch młodszych sióstr Ludwiki, Anny i Marii. Oficjalnie Sara Glaser była przedstawiana jako nieślubne dziecko Ludwiki. Dziecko stało się pełnoprawnym członkiem rodziny, wnuczką Stanisława i Ludwiki. Zostało nauczone katolickich modlitw i regularnie uczęszczało do kościoła, aby uniknąć represji. Sara pozostała pod opieką Bachul niemal do końca okupacji niemieckiej, kiedy to matka Miriam odebrała je po wyjściu z obozu koncentracyjnego w Oświęcimiu. Glaserowie mieszkały później przejściowo we Wrocławiu, następnie w obozie przejściowym dla osób przesiedlonych w Hofgeismar w Niemczech, po czym wyemigrowały do Izraela. W 1987 roku ukrywana podczas okupacji niemieckiej Sarah Lea Yareach domo Glaser odwiedziła dom swoich dawnych opiekunów.
Ludwika Bachul zmarła 24 stycznia 1970 r. i została pochowana na Cmentarzu w Bystrej Podhalańskiej sektor A1 rząd 3 grób 17.
Pośmiertnie została uznana 12 września 1990 r. przez Jad Waszem za Sprawiedliwą wśród Narodów Świata. Razem z nią odznaczono jej męża Stanisława Buchola i dzieci Janinę Siwiec z domu Bachul, Annę Radoń z domu Bachul, Marię Rzeszutko z domu Bachul oraz Romana i Władysława Bachulów.